# Agnetorps församling
Agnetorps församling var en församling i Skara stift och i Tidaholms kommun. Församlingen uppgick 1992 i Tidaholms församling. 

## Administrativ historik
Församlingen har medeltida ursprung. År 1900 utbröts Tidaholms församling. 
Församlingen var före 1400-talet moderförsamling för att därefter till 1 maj 1921 vara annexförsamling i pastoratet Acklinga, Agnetorp och Baltak som från 1900 även omfattade Tidaholm. Från 1 maj 1921 till 1992 var den annexförsamling i pastoratet Tidaholm, Acklinga, Agnetorp och Baltak. Församlingen uppgick 1992 i Tidaholms församling.

## Organister
| Period    | Namn                   | Levnadstid | Övrigt   |
| --------- | ---------------------- | ---------- | -------- |
| 1841–1893 | Petter Magnus Rylander | 1815–1893  | Organist |

## Kyrkor
Som församlingskyrka har använts Tidaholms kyrka.